# Andreas Riddermarck
Andreas Riddermarck, född Andreas Wetterhamn 20 november 1651 i Jönköping, död 15 mars 1707 på Plönninge, nära Halmstad, var en svensk professor. 

## Biografi
Andreas Riddermarck föddes ofrälse i Jönköping, där hans far Peter Håkansson Wetterhamn enligt Gabriel Anrep ska ha varit den förnämste handlanden och borgaren. Modern hette Margareta Göransdotter Stormhatt och var dotter till en faktor över ett plåtslageri.
Sina första akademiska studier gjorde Riddermarck vid det nyinrättade Lunds universitet och fortsatte dem ytterligare under elva år vid holländska och tyska universitet. Efter sin hemkomst utnämndes han 1683 till professor i historia vid Uppsala universitet och kallades året därefter till professor i matematik i Lund med uppdrag att tillika vara lärare i levande språk. I denna befattning kvarstod han till 1702, då han förflyttades till professuren för svensk och romersk lagfarenhet vid samma universitet. Han hade förut, 1688, samtidigt med brodern Lars fått adlig värdighet och kallade sig liksom denne för Riddermarck.
Andreas Riddermarck försökte sig med framgång som latinsk skald och skall även ha författat poem på svenska. Vid akademiska disputationer uppträdde han med gratulationsskrifter bland annat på franska, italienska och spanska. Däremot var hans vetenskapliga författarverksamhet mindre betydande. Visserligen presiderade han för 85 disputationer i de mest olika ämnen, men de flesta av dessa anges uttryckligen författade av respondenterna. Han var en flitig almanacksförfattare. Han utgav en Comptoir- och skrijf almanach för 1698 samt vanliga almanackor för 1691-1705, av vilka flera årgångar utkom både i Lund, Göteborg, Jönköping och Stockholm, varjämte även den under hans brorsons namn utgivna almanackan för 1706 torde kunna tillskrivas honom. I almanackorna införde han enligt tidens sed små uppsatser i olika ämnen, såsom om himlakropparna, matematikens nytta, biografi över Martin Luther och beskrivning över Ryssland.
Riddermarck var gift med Anna Maria Sackensköld, dotter till professorskollegan och livmedikus Erasmus Sack.